# توماس لونغ
توماس لونغ هو سياسي كندي، ولد في 7 أغسطس 1836 في مقاطعة ليمريك في جمهورية أيرلندا، وتوفي في 9 أكتوبر 1920 في تورونتو في كندا. حزبياً، نشط في حزب أونتاريو المحافظ التقدمي. وقد انتخب عضو برلمان مقاطعة أونتاريو.